# Хидимби
Хиди́мби — ракшаси, героиня древнеиндийского эпоса «Махабхарата». 

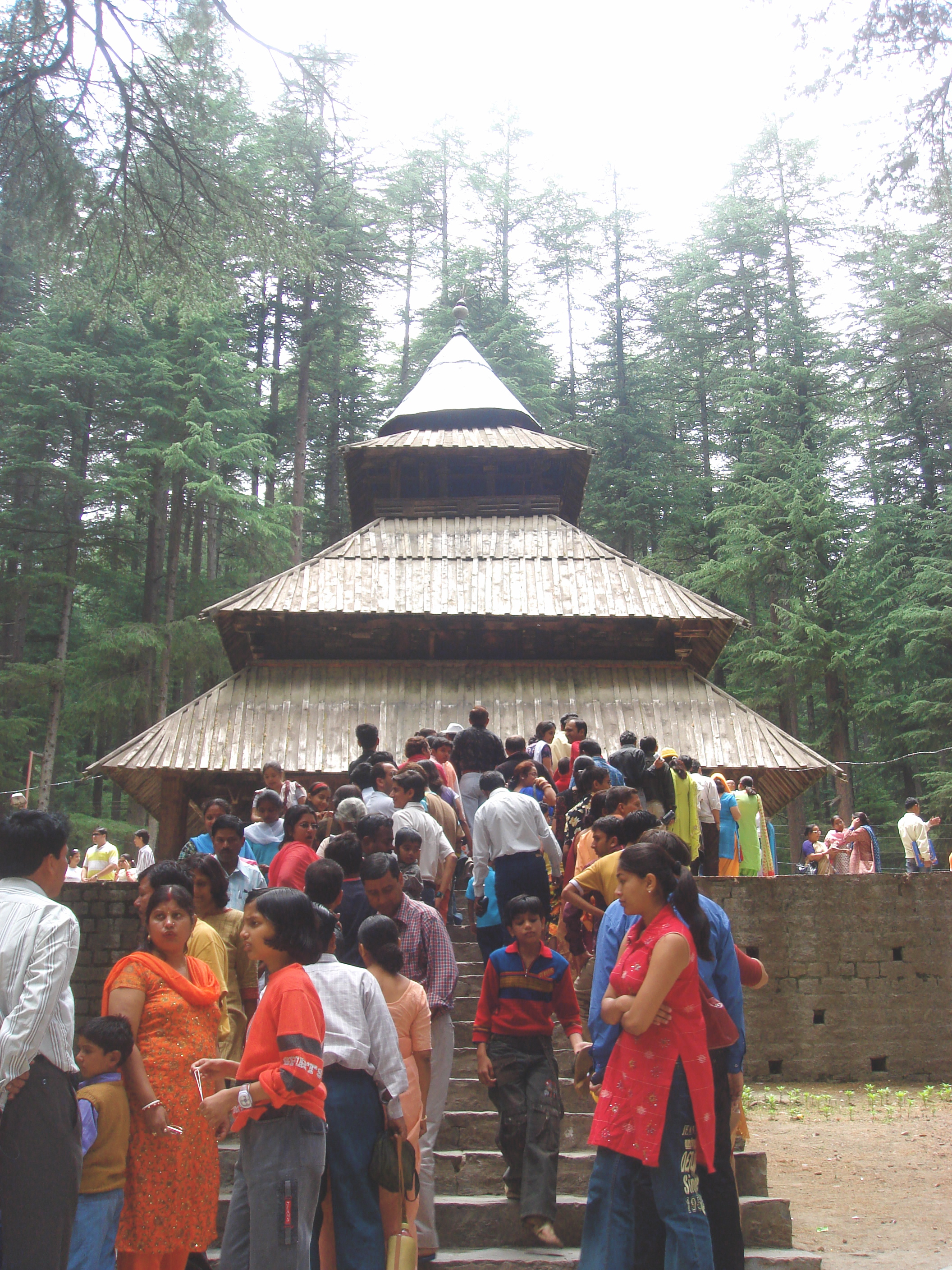
Храм в Манали, посвящённый Хидимби

Однажды братья Пандавы вместе со своей матерью Кунти путешествовали по лесу. Брат Хидимби, ракшаса-людоед Хидимба, послал её привести забрёдших в глубину леса путников себе на ужин. Однако, Хидимби с первого взгляда влюбилась в прекрасного царевича Бхиму (одного из Пандавов) и не решилась поднять на него руку. Вместо этого она, с помощью своей мистической силы, превратилась в высокую, невероятно красивую женщину, одетую в изысканные одежды и украшенную гирляндами цветов, и в таком виде предстала перед Пандавами. Не дождавшись возвращения своей сестры, Хидимба догадался о том, что произошло, и решил убить Хидимби и Бхиму. Когда Хидимба атаковал свою сестру, Бхима бросился защищать её и в завязавшемся поединке одержал верх над могущественным ракшасой. После этого Хидимби попросила Бхиму жениться на себе, на что Бхима, после некоторых колебаний, согласился. При этом Бхима поставил условие, что пока у них не родится сын, он будет находиться с ней с рассвета до заката, а ночь будет проводить в обществе своих братьев. Хидимби родила Бхиме сына Гхатоткачу. Когда Пандавы покинули лес, Бхима был вынужден уйти вместе с ними. Неясно, встречались ли они когда-нибудь ещё или нет.
В некоторых частях Химачал-Прадеш Хидимби поклоняются как богине Хадимба. В городе Манали существует посвящённый ей храм.